# Jaap van Eyck
Jaap van Eyck (Utrecht, 3 juli 1968) is een Nederlands regisseur.
Hij regisseerde onder meer de film Benidorm voor de televisiereeks Lolamoviola (1999) en de speelfilm Flirt (2005). 
Andere projecten zijn de documentaires Diva's (2011) over het Dutch National Opera Academy, Angels of Haarlem (2011) over de Koorschool in Haarlem, en Lost in Music (2010) over het Conservatorium van Amsterdam voor de NTR.
In 2012 keerde hij terug naar fictie met de kortfilm Amstel. Deze won de prijs voor de beste korte film op het International Filmfest Emden.
In 2013 regisseerde hij de film Mr. Pinkpop voor Het Uur van de Wolf, over Pinkpopoprichter Jan Smeets. Vervolgens regisseerde Van Eyck weer enkele films over klassieke muziek: Musica Antqua anno 2014, Maestri en Sound & Vision.  
Na een lange periode van onderzoek voltooide Van Eyck in 2021 de lange documentaire De Lijst van Mengelberg, over Willem Mengelberg, de verguisde dirigent van het Concertgebouworkest. Mengelberg werd na de Tweede Wereldoorlog streng gestraft voor zijn pro-Duitse houding. In de film toont Van Eyck aan hoe Mengelberg tegelijkertijd actief betrokken was bij de redding van enkele tientallen Joden.  
In voorbereiding is de speelfilm Tinderman.

## Filmografie
- 1999: Benidorm (Lolamoviola)
- 2005: Flirt (film)
- 2009: Lost in Music (documentaire)
- 2010: Angels of Haarlem (documentaire)
- 2011: Diva's (documentaire)
- 2012: Maestro (documentaire)
- 2012: Nieuwe Meesters (documentaire)
- 2012: Amstel (korte film)
- 2013: Mr Pinkpop (documentaire)
- 2014: Musica Antiqua anno 2014 (documentaire)
- 2015: Maestri (documentaire)
- 2016: Sound & Vision (documentaire)
- 2021: De Lijst van Mengelberg (documentaire).